# Comic Rush
Il Monthly Comic Rush (月刊コミックラッシュ?, Gekkan Komikku Rasshu) è una rivista di manga shōnen giapponese pubblicata dalla Jive ogni 26 del mese. Venne pubblicata la prima volta il 26 gennaio 2004.

## Manga pubblicati
- Busin 0: Wizardry Alternative NEO
- Clannad
- Coyote Ragtime Show
- Crows Yard
- Galaxy Angel
- Hakoiri Devil Princess
- Happy Seven
- Holy Hearts!
- Howling
- I.B.S.S. Ice Blue Silver Sky
- Kanimiso
- Kuwagata Tsumami
- Maker Hikōshiki Hatsune Mix
- Mitsurugi: The Legend of School Revolution
- Nerima Daikon Brothers
- Nui!
- Ojīchan wa Shōnen Tantei
- Sakura no Neko Hime
- Silent Blade
- Sotsugyō
- Tonagura!